# Comuna Vijomlea, Iavoriv
Vijomlea (în ucraineană Віжомля) este o comună în raionul Iavoriv, regiunea Liov, Ucraina, formată din satele Ciornokunți, Hlîneț, Novosilkî, Șciîhli și Vijomlea (reședința).

## Demografie
Componența lingvistică a comunei Vijomlea
     Ucraineană (99,44%)
     Alte limbi (0,5%)
Conform recensământului din 2001, majoritatea populației comunei Vijomlea era vorbitoare de ucraineană (99,44%), existând în minoritate și vorbitori de alte limbi.